# Années 630
Les années 630 couvrent la période de 630 à 639.

## Événements
- 629-632 : guerre civile en Perse[1].
- 629-639 : Dagobert seul du roi des francs à la mort de son père Clotaire II[2]. Vers 630 il publie le Regis capitulare triplex, une nouvelle promulgation des lois des Ripuaires, des Alamans des Bavarois[3]. Il généralise le principe de la corvée entre 623 et 635[4].
- 630-644 : séjour du moine bouddhiste chinois Xuanzang en Inde. Il en rapporte des textes bouddhistes en sanskrit qu'il traduit et rédige une relation de son voyage[5].

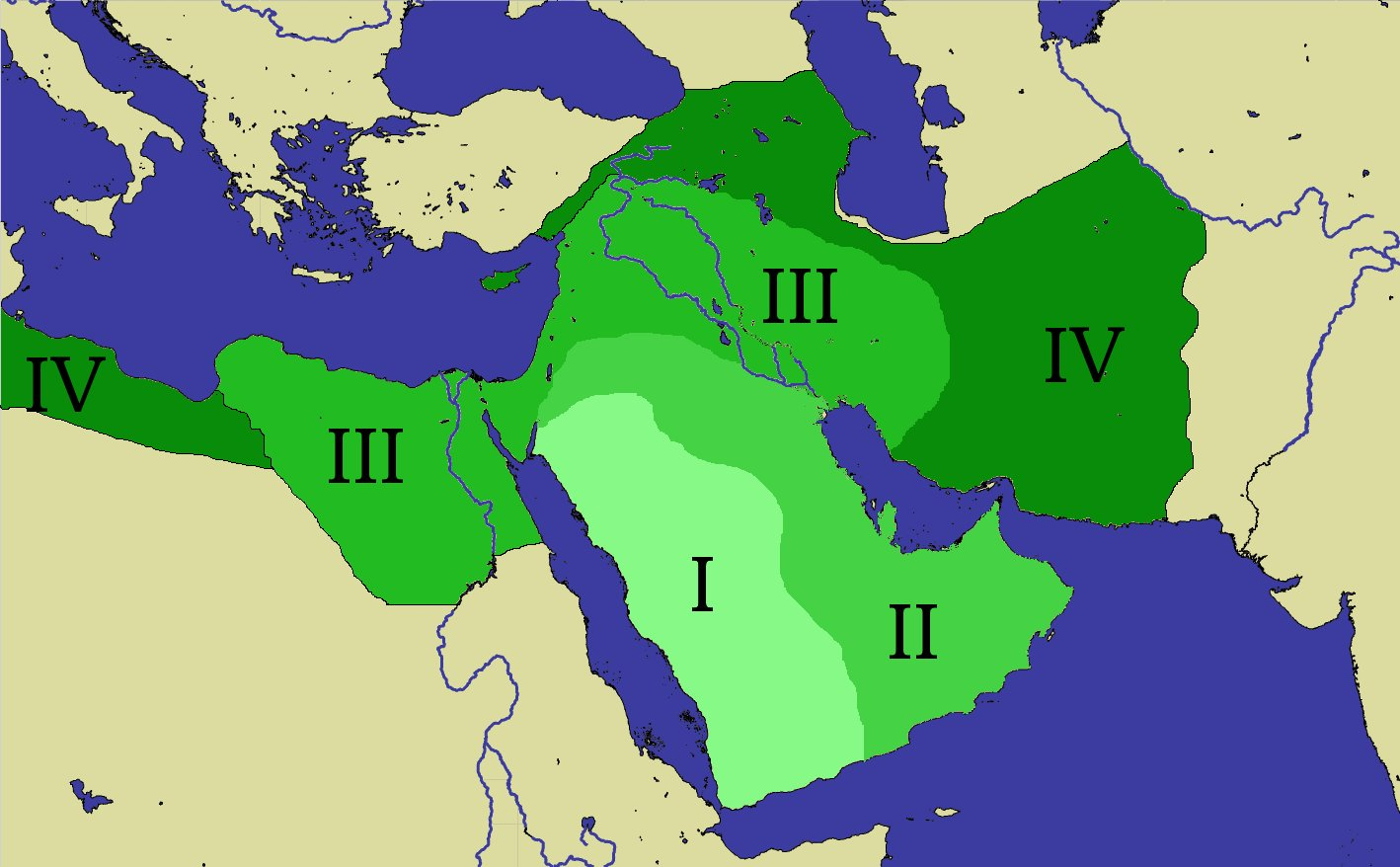
Expansion arabe sous Mahomet (I) et les trois premiers califes, Abou Bakr (II), Omar (III) et Uthman (IV).

- 630 : arrivée de Mahomet à La Mecque. Consolidation du pouvoir musulman, unification de l'Arabie sous l'autorité de Mahomet (630-631)[6].

- 631 : un royaume slave se constitue sous l'autorité de Samo à l'emplacement actuel de la Bohême[7].
- 632 : début du califat à la mort de Mahomet. Les quatre califes bien guidés lui succèdent (Abû Bakr (632-634) , Omar (634-644), Othman (644-656) et Ali (656-662) ; les trois derniers sont assassinés[8].
- 632-651 : règne de Yazdgard III, dernier roi sassanide de Perse[9].
- 632-665 : Koubrat unifie les tribus proto-bulgares pour s'émanciper des Avars et crée la « Grande Bulgarie » au sud de la steppe pontique[10].
- 633 : début de l'expansion de l'islam : guerre des Arabes contre les Sassanides et les Byzantins[11]. Les succès musulmans sont favorisés par la négligence du basileus qui a omis de payer ses mercenaires des marches syriennes, en particulier les Ghassanides[12], et par l’affaiblissement de l’empire perse à la suite de longues guerres contre les Byzantins[13].
- 633-640 : conquête musulmane du Levant[14]. Après la bataille du Yarmouk (636), Byzance perd la Syrie, occupée jusqu'aux Monts Taurus[11]. La population de la Syrie comprend alors de nombreux éléments arabes qui se mêlent à l’armée d’occupation et se convertissent. Le pays est divisé en quatre djunds dans lesquels les tribus participent à la vie économique. Les gouverneurs décident pour maintenir la stabilité du pays de limiter l’immigration aux clans apparentés aux tribus déjà présentes[13].

- 634-635 : campagne de l'empereur Taizong contre les Tuyuhun[15].
- Après 636 : après sa défaite au Yarmouk, l'Empire byzantin se réorganise et crée des circonscriptions militaires pour sédentariser les troupes et éviter l'emploi de mercenaires barbares. Elles sont à l'origine des thèmes qui vont remplacer progressivement les anciens provinces et diocèses[16].
- 637 : bataille d'al-Qadisiyya. Les Perses perdent la Mésopotamie face aux musulmans[17].
- 638-640 : fondation du camp de Bassora (638) et de la place forte de Kufa (640) en Irak. Arrivée de nombreux immigrants de la péninsule arabique[18].

## Personnages significatifs
- Abou Bakr As-Siddiq
- Aidan de Lindisfarne
- Ali ibn Abi Talib
- Clovis II
- Dagobert Ier
- Héraclius
- Judicaël
- Khalid ibn al-Walid
- Mahomet
- Nantilde
- Omar ibn al-Khattab
- Oswald de Northumbrie
- Penda
- Pépin de Landen
- Rothari
- Samo de Bohême
- Tang Taizong
- Xuanzang
- Yazdgard III
- Zayd ibn Thâbit